# Elasmosoma michaeli
Elasmosoma michaeli är en stekelart som beskrevs av Shaw 2007. Elasmosoma michaeli ingår i släktet Elasmosoma och familjen bracksteklar. Inga underarter finns listade i Catalogue of Life.